# 黑蘭亞克什河南鰍
黑蘭亞克什河南鰍（學名：Schistura hiranyakeshi）為輻鰭魚綱鯉形目條鰍科南鰍屬的其中一種。分布於亞洲印度Hiranyakeshi河流域，體長可達3.5公分，棲息河川底層水域，生活習性不明。

## 扩展阅读
維基物種上的相關：黑蘭亞克什河南鰍